# Paniònies
Les Paniònies (en grec antic: Πανιώνια) eren la gran panegiris nacional dels jonis. Se celebrava al Paniònion, el santuari on els jonis retien culte a Posidó Heliconi, situat al mont Mícale, a prop de Priene, entre Efes i Milet.
L'objectiu principal era el culte comú a Posidó, al qual s'oferien esplèndids sacrificis, diu Diodor de Sicília. El sacerdot encarregat havia de ser sempre un home jove de Priene, que rebia el títol de rei; entre els sacrificis es feia el d'un brau. Però l'adoració del déu no era la sola finalitat d'aquestes trobades. Quan hi havia alguna situació de perill o d'amenaça pel país, els jonis es trobaven en aquesta festa i discutien les opcions polítiques o bèl·liques que hi havia i aprovaven resolucions.
Tot i la celebració del festival, mai no va existir una confederació jònica organitzada, i els lidis van poder ocupar ciutats de Jònia una per una sense trobar una reacció organitzada, de manera que establien tractats amb ciutats individuals i abandonaven altres ciutats de Jònia. Diodor diu que, més tard, els jonis van traslladar les seves trobades a la vora d'Efes, però Estrabó diu que les Paniònies encara es feia al seu temps, i sembla deixar entendre que es feia encara a Mícale, mentre que les d'Efes les considera un festival diferent.